# Atlantis (film, 1930)
Pour les articles homonymes, voir Atlantis.

Atlantis est un film franco-britannique réalisé par Ewald André Dupont et Jean Kemm, sorti en 1930.
C'est la version française du film Atlantic sorti en 1929, et c'est un des premiers films français parlants. Il s'inspire directement du naufrage du Titanic.

## Synopsis
Un paquebot transatlantique heurte un iceberg, et ses passagers prennent conscience qu'il ne leur reste plus que trois heures à vivre.

## Fiche technique
- Réalisation : Ewald André Dupont et Jean Kemm
- Scénario : Victor Kendall, Pierre Maudru
- Production :  British International Pictures, Les Etablissements Jacques Haïk
- Directeur de la photo : Charles Rosher
- Musique : John Reynders
- Date de sortie : 26 septembre 1930

## Distribution
- Maxime Desjardins : M. Janvry
- Alice Field : Mme Lambert
- Constant Rémy : M. Lambert
- Marcel Vibert : Goulven
- Jeanne Kerwich : Mme Janvry
- Hélène Darly : Renée Janvry
- Harry Krimer : M. de Trémont
- Paul Escoffier : le commandant
- Gaston Dupray : Vilbert
- Léon Belières : Clarel
- André Burgère : René Janvry
- René Montis : un officier